# Семенівська сільська рада (Шевченківський район)
Семені́вська сільська́ ра́да — адміністративно-територіальна одиниця та орган місцевого самоврядування в Шевченківському районі Харківської області. Адміністративний центр — село Семенівка.

## Загальні відомості
Утворена як Богодарівська сільська рада у 1920 році, перейменована у Семенівську сільську раду в 1974 році.
- Територія ради: 63,72 км²
- Населення ради: 960 осіб (станом на 2001 рік)
- Територією ради протікає річка Середня Балаклійка.

## Населені пункти
Сільській раді підпорядковані населені пункти:
- с. Семенівка
- с. Богодарівка
- с. Новий Лиман
- с. Новостепанівка

## Склад ради
Рада складається з 14 депутатів та голови.
- Голова ради: Карпенко Володимир Леонідович
- Секретар ради: Миронов Сергій Вікторович

### Керівний склад попередніх скликань
| Прізвище, ім'я, по батькові   | Основні відомості                                                                                                | Дата обрання | Дата звільнення |
| ----------------------------- | --- | ------------ | --------------- |
| Ленець Любов Григорівна       | Сільський голова, 1953 року народження                                                                           | 26.03.2006   | 31.10.2010      |
| Карпенко Володимир Леонідович | Сільський голова, 1952 року народження, освіта середня спеціальна, член Всеукраїнського об'єднання «Батьківщина» | 31.10.2010   |                 |

Примітка: таблиця складена за даними сайту Верховної Ради України

### Депутати
За результатами місцевих виборів 2010 року депутатами ради стали:

#### За суб'єктами висування
| Суб'єкт висування                                       | Кількість обраних депутатів | %    |
| ------------------------------------------------------- | --------------------------- | ---- |
| Партія регіонів                                         | 10                          | 71,4 |
| Самовисування                                           | 3                           | 21,4 |
| Політична партія Всеукраїнське об'єднання «Батьківщина» | 1                           | 7,1  |

#### За округами
| № округу                                                | Прізвище, ім'я, по батькові    | Дата визнання обраним | Освіта             | Партійна приналежність                        | Відомості про обраного депутата                |
| ------------------------------------------------------- | ------------------------------ | --------------------- | ------------------ | --------------------------------------------- | ---------------------------------------------- |
| Партія регіонів                                         |                                |                       |                    |                                               |                                                |
| 3                                                       | Тимошенко Раїса Олександрівна  | 05.11.2010            | середня спеціальна | позапартійна                                  | приватний підприємець                          |
| 5                                                       | Іванова Світлана Володимирівна | 05.11.2010            | середня спеціальна | позапартійна                                  | тимчасово не працює                            |
| 6                                                       | Федорець Ніна Василівна        | 29.07.2013            | середня спеціальна | член Партії регіонів                          | пенсіонер                                      |
| 7                                                       | Миронов Сергій Вікторович      | 05.11.2010            | вища               | член Партії регіонів                          | Семенівська сільська рада, секретар            |
| 9                                                       | Федосов Сергій Васильович      | 05.11.2010            | середня            | позапартійний                                 | тимчасово не працює                            |
| 10                                                      | Гончарова Альона Олександрівна | 05.11.2010            | середня спеціальна | позапартійна                                  | тимчасово не працює                            |
| 11                                                      | Ясинова Наталія Володимирівна  | 05.11.2010            | середня спеціальна | позапартійна                                  | тимчасово не працює                            |
| 12                                                      | Обарло Олександр Анатолійович  | 05.11.2010            | середня спеціальна | член Партії регіонів                          | тимчасово не працює                            |
| 13                                                      | Середа Тетяна Анатоліївна      | 05.11.2010            | вища               | позапартійна                                  | Новостепанівське відділення зв'язку, начальник |
| 14                                                      | Середа Леонід Тимофійович      | 05.11.2010            | середня спеціальна | позапартійний                                 | тимчасово не працює                            |
| Політична партія Всеукраїнське об'єднання «Батьківщина» |                                |                       |                    |                                               |                                                |
| 1                                                       | Андронатій Людмила Миколаївна  | 05.11.2010            | середня спеціальна | член Всеукраїнського об'єднання «Батьківщина» | Семенівська загальноосвітня школа, вчитель     |
| Самовисування                                           |                                |                       |                    |                                               |                                                |
| 2                                                       | Миронова Олена Леонідівна      | 05.11.2010            | середня            | член Політичної партії «Наша Україна»         | Семенівська сільська рада, головний бухгалтер  |
| 4                                                       | Левенець Людмила Леонідівна    | 05.11.2010            | середня спеціальна | член Всеукраїнського об'єднання «Батьківщина» | тимчасово не працює                            |
| 8                                                       | Войтова Людмила Володимирівна  | 05.11.2010            | вища               | позапартійна                                  | СТОВ «Куйбишево», головний бухгалтер           |

## Правопорушення пов'язані з корупцією[4]
| ПІБ                           | Посада                | Правопорушення                                                                                                 | Покарання           | Ким і коли виставлено вирок                                                                     |
| ----------------------------- | --------------------- | --- | ------------------- | ----------------------------------------------------------------------------------------------- |
| Ясинова Наталія Володимирівна | Депутат місцевої ради | Не подала за місцем роботи (служби) декларацію про майно, доходи, витрати і зобов’язання фінансового характеру | Немає данних у базі | Шевченківський районний суд Харківської області від 10.04.16, номер судової справи 637/302/16-п |
| Белебеха Сергій Олександрович | Депутат місцевої ради | Неподання декларації про майно, доходи, витрати і зобов'язання фінансового характеру                           | Немає данних у базі | Шевченківський районний суд Харківської області від 23.05.13, номер судової справи 637/422/13-п |